# Tipula onusta
Tipula onusta är en tvåvingeart som beskrevs av Riedel 1913. Tipula onusta ingår i släktet Tipula och familjen storharkrankar. Inga underarter finns listade i Catalogue of Life.